# Ononis cristata
Ononis cristata  es una especie botánica perteneciente a la familia de las fabáceas.

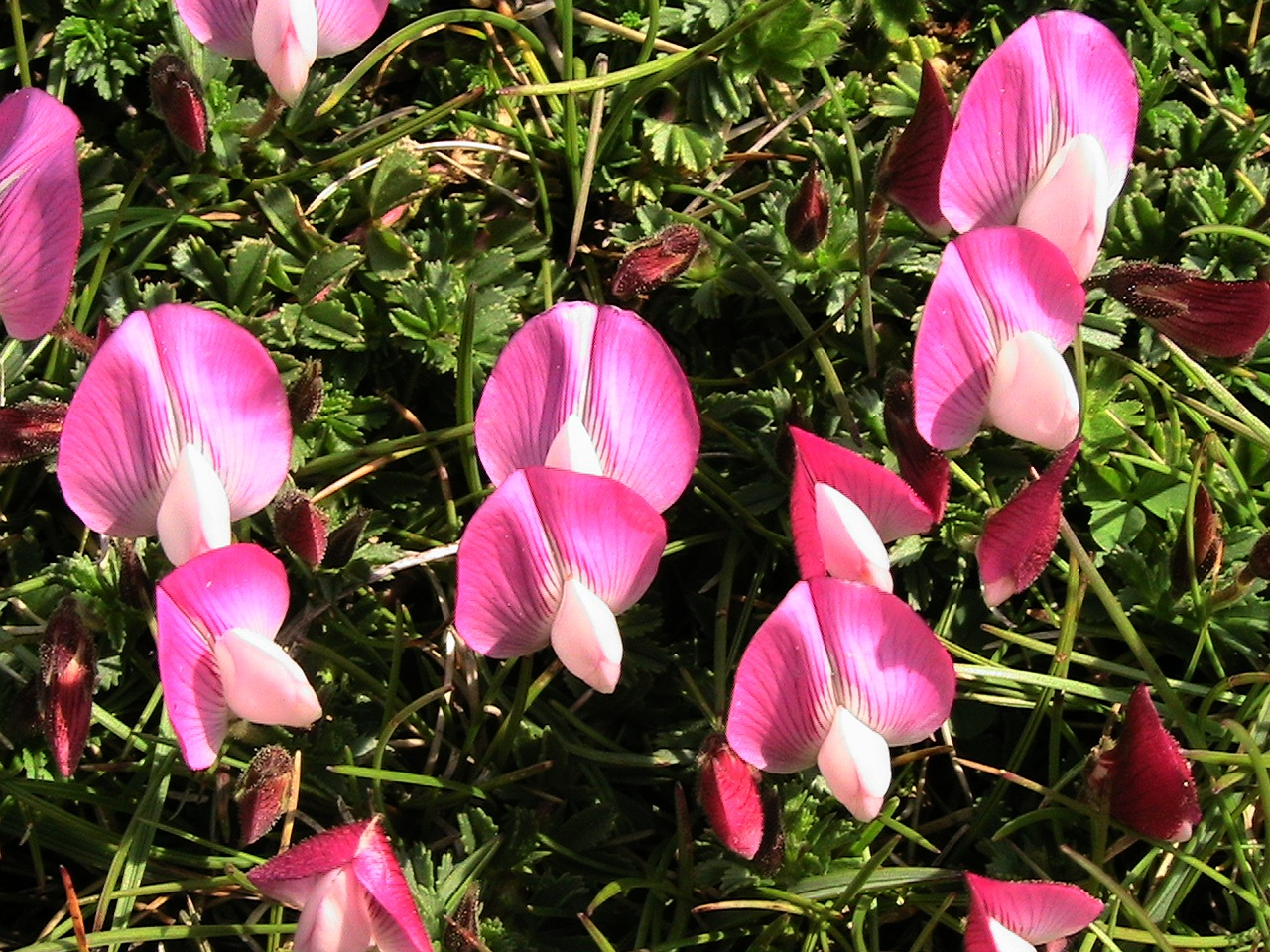
Flores

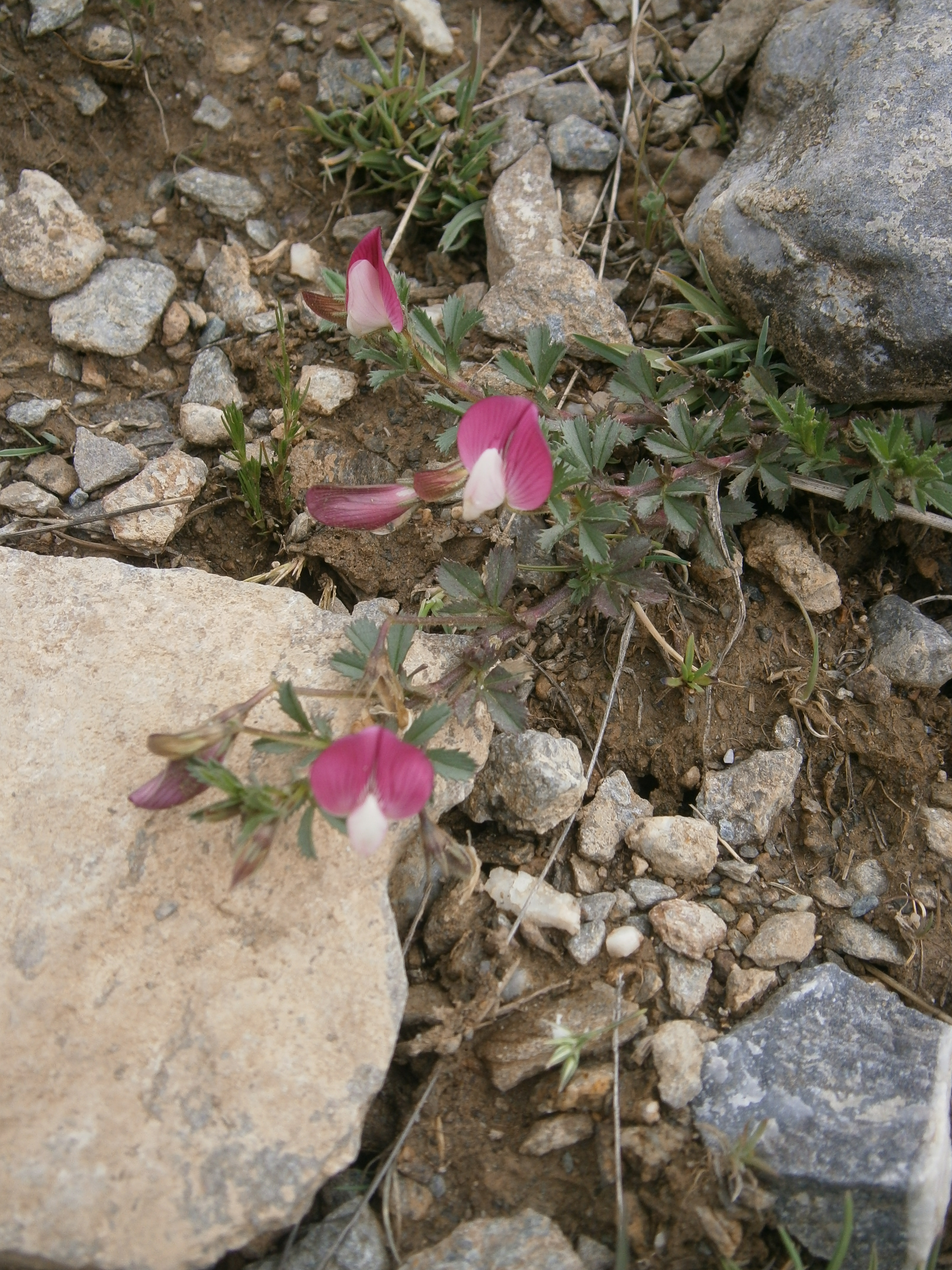
En su hábitat

## Descripción
Planta vivaz de flores rosas formando céspedes densos. Es casi un arbusto enano, de ramillas intrincdas y tendidas, con las hojas divididas en tres foliolos oblongos, dentados y áspero-pelosos. Las flores lucen corola rosado-rojiza llamativa, van solitarias, con rabillos delgados y dan frutos gordetes de algo más de 1 cm.

## Distribución y hábitat
En el Mediterráneo occidental. En el macizo de Mont Cenis entre los Alpes de Saboya y el Piamonte. En Italia en los Apeninos. En España en los Pirineos orientales y algunas otras montañas hasta llegar a Sierra Nevada. En Marruecos en el Rif, Atlas Medio, Alto Atlas, Anti-Atlas. Crece sobre sustratos calcáreos y silíceos entre 1.600 y 3.600 m. En gleras y pedregales. Buena planta forrajera. Bioclima subhúmedo-perhúmedo, variante bioclimática fresca-extrémamente fresca, piso de vegetación mesomediterráneo-oromediterráneo.

## Taxonomía
Ononis cristata fue descrita por Philip Miller y publicado en The Gardeners Dictionary: . . . eighth edition no. 9. 1768.
Etimología
Ononis: nombre genérico que deriva del nombre griego clásico utilizado por Plinio el Viejo para Ononis repens, una de las varias plantas del Viejo Mundo que tiene tallos leñosos, flores axilares de color rosa o púrpura y hojas trifoliadas con foliolos dentados.
cristata: epíteto latino que significa "con cresta"
Sinonimia
- Ononis cenisia L.[6][7]